# Thompsons
Thompsons is een plaats (town) in de Amerikaanse staat Texas, en valt bestuurlijk gezien onder Fort Bend County.

## Demografie
Bij de volkstelling in 2000 werd het aantal inwoners vastgesteld op 236.
In 2006 is het aantal inwoners door het United States Census Bureau geschat op 315, een stijging van 79 (33.5%).

## Geografie
Volgens het United States Census Bureau beslaat de plaats een oppervlakte van
21,6 km², waarvan 16,0 km² land en 5,6 km² water. Thompsons ligt op ongeveer 20 m boven zeeniveau.

## Plaatsen in de nabije omgeving
De onderstaande figuur toont nabijgelegen plaatsen in een straal van 16 km rond Thompsons.